# Šmigovec
Šmigovec (ungarisch Sugó – bis 1907 Smugóc, 1939–1945 Smigóc) ist eine Gemeinde im Okres Snina (Prešovský kraj) im äußersten Osten der Slowakei mit 78 Einwohnern (Stand 31. Dezember 2024) in der traditionellen Landschaft Zemplín.

## Geographie
Die Gemeinde befindet sich im Vorgebirge Beskydské predhorie, am Zusammenfluss der Bäche Strihovecký potok mit dem Hrubový potok im Einzugsgebiet der Ublianka. Das Ortszentrum liegt auf einer Höhe von 329 m n.m. und ist 32 Kilometer von Snina entfernt.
Nachbargemeinden sind Michajlov im Norden und Nordosten, Dúbrava im Osten und Südosten, Hrabová Roztoka im Süden und Südwesten, Strihovce im Westen und Ladomirov im Nordwesten.

## Geschichte

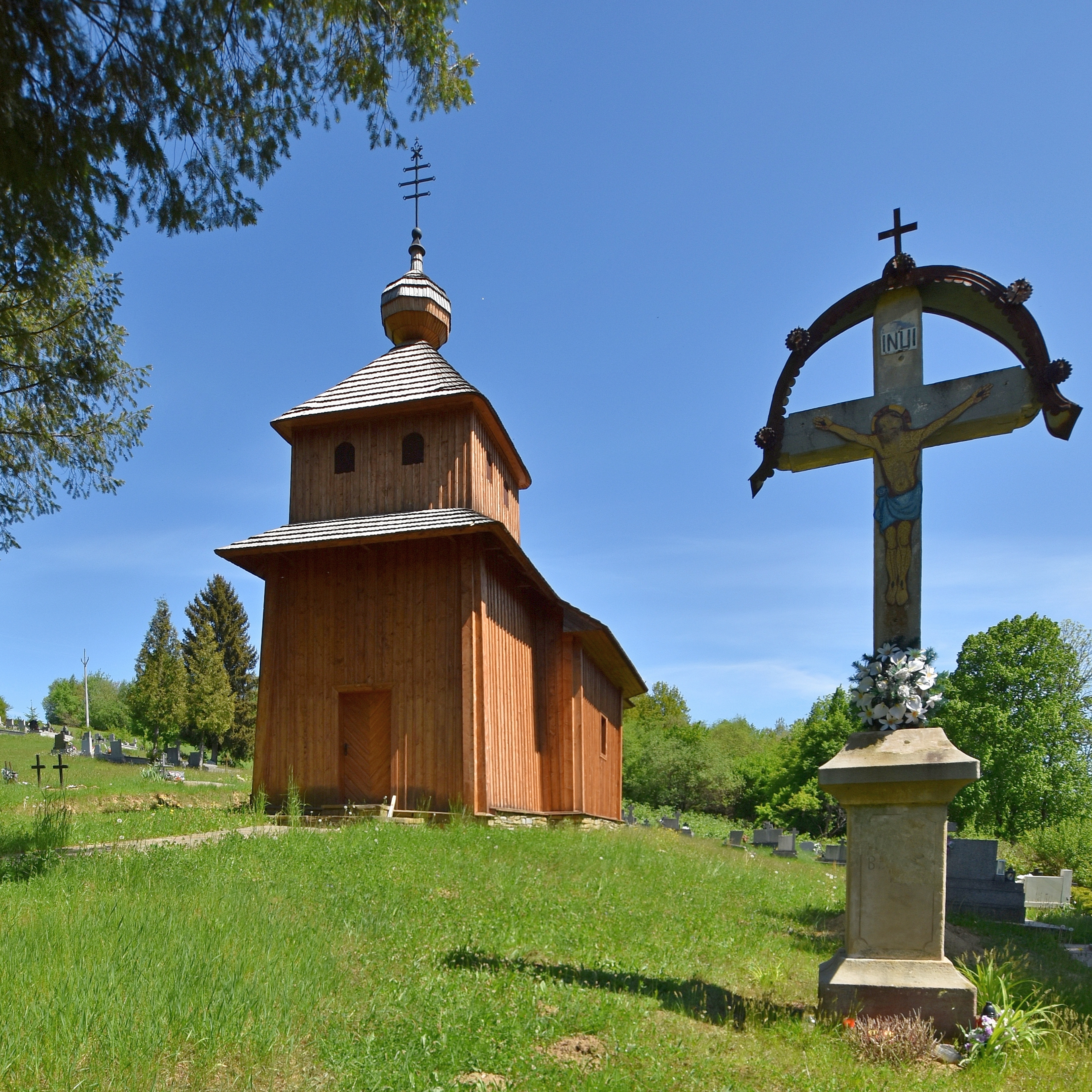
Holzkirche

Šmigovec wurde zum ersten Mal 1569 Sumagocz schriftlich erwähnt, weitere historische Bezeichnungen sind unter anderen Smügocz (1574) und Ssmugowce (1808). Das Dorf entstand auf dem damaligen Gemeindegebiet von Dúbrava und war Besitz der Familien Vécsey und Dernáth, im 20. Jahrhundert besaß die Familie Lobkovitz Ortsgüter. 1828 zählte man 33 Häuser und 250 Einwohner, die als Waldarbeiter tätig waren.
Bis 1918 gehörte der im Komitat Semplin liegende Ort zum Königreich Ungarn und kam danach zur Tschechoslowakei beziehungsweise heute Slowakei.  In der Zeit der ersten tschechoslowakischen Republik verblieben die Einwohner bei traditionellen Einnahmequellen. Als Folge des Slowakisch-Ungarischen Kriegs war der Ort von 1939 bis 1944 noch einmal Teil Ungarns. Nach dem Zweiten Weltkrieg wurde 1960 die örtliche Einheitliche landwirtschaftliche Genossenschaft (Abk. JRD) gegründet, die 1964 an das Staatsgut ging, ein Teil der Einwohner pendelte zur Arbeit nach Snina.

## Bevölkerung
| Jahr                | 1994 | 2004     | 2014    | 2024    |
| ------------------- | ---- | -------- | ------- | ------- |
| Anzahl der Personen | 123  | 92       | 85      | 78      |
| Unterschied         |      | −25,20 % | −7,60 % | −8,23 % |

| Jahr                | 2023 | 2024    |
| ------------------- | ---- | ------- |
| Anzahl der Personen | 79   | 78      |
| Unterschied         |      | −1,26 % |

Nach der Volkszählung 2011 wohnten in Šmigovec 94 Einwohner, davon 55 Slowaken, 17 Russinen, 14 Roma, zwei Ukrainer und ein Tscheche. Fünf Einwohner machten keine Angabe zur Ethnie.
64 Einwohner bekannten sich zur griechisch-katholischen Kirche, 17 Einwohner zur römisch-katholischen Kirche, vier Einwohner zur orthodoxen Kirche und ein Einwohner zur Evangelischen Kirche A. B. Bei acht Einwohnern ist die Konfession nicht ermittelt.

## Bauwerke
- griechisch-katholische Holzkirche Christi Himmelfahrt aus dem Jahr 1894 (nach anderen Quellen schon 1755 erbaut und 1894 saniert), in schlechtem Zustand[6]

## Verkehr
Durch Šmigovec führt die Cesta III. triedy 3895 („Straße 3. Ordnung“) von Dúbrava (Kreuzung mit der Cesta II. triedy 566 („Straße 2. Ordnung“)) und weiter nach Strihovce. Im Ort zweigt von ihr die Cesta III. triedy 3896 nach Hrabová Roztoka ab. Der nächste Bahnanschluss ist in Stakčín an der Bahnstrecke Humenné–Stakčín.